# Maréchal, nous voilà !
Pour les articles homonymes, voir Maréchal.
Maréchal, nous voilà ! est une chanson française à la gloire du maréchal Pétain. Les paroles sont d'André Montagard, également cosignataire avec Charles Courtioux de la musique. Toutefois, elle est le plagiat d'un air d'opérette composé par Casimir Oberfeld pour le film La Margoton du bataillon (1933) de Jacques Darmont par ailleurs déjà plagiée par Frédo Gardoni pour accompagner le Tour de France de 1937 sous le titre de La Fleur au guidon. La chanson créée durant l'occupation et le régime de Vichy fait partie intégrante de la propagande et du culte de la personnalité du régime autoritaire et antisémite mis en place par le maréchal Pétain.

## Histoire

### Création
La chanson est créée en 1941 et éditée par les éditions musicales du Ver Luisant. Cette maison d'édition, dirigée à l'époque par Rolf Marbot (d'origine allemande, de son vrai nom Albrecht Marcuse), produit d'autres chansons à la gloire de Philippe Pétain, comme La France de demain ou La Marche des jeunes. Charles Courtioux était l'imprimeur des partitions musicales du Ver Luisant,,,.
Au moment de la déclaration de la chanson à la SACEM, celle-ci décèle une « parenté évidente » avec une composition de Casimir Oberfeld, La Margoton du bataillon, et met en garde Charles Courtioux sur cette « étrange similitude » par une note,, . Mais sous le régime de Vichy, Casimir Oberfeld, qui a été l'un des premiers ayants droit de la SACEM à la veille de l'occupation allemande, perd le droit d'y déposer des œuvres et la possibilité de toucher ses droits d'auteur parce qu'il est Juif. Déporté à Auschwitz en 1943, il meurt lors d'une « marche de la mort » en 1945.
La musique de Maréchal, nous voilà ! présente aussi une « ressemblance frappante » avec une chanson intitulée La Fleur au guidon, de Frédo Gardoni, dédiée au Tour de France 1937. Celle-ci ainsi que le Chant de l'avenir, chanson des Amicales socialistes de 1938 (composée par Michel Emer et G. Aubry), sont apparemment d'autres exemples d'influence ou de plagiat de La Margoton du bataillon,.

### Statut sous le régime de Vichy
Pendant la Seconde Guerre mondiale, durant l'Occupation, cette chanson est interprétée, entre autres, par Andrex et André Dassary (enregistrement Pathé, accompagné par l'orchestre de Marcel Cariven).
La Marseillaise reste l'hymne principal de la France durant cette période, et tient une place prépondérante, ce qui illustre la volonté du régime de ne pas abandonner les symboles nationaux à la Résistance. Mais elle n'est pas officiellement désignée comme l'hymne national. Elle est souvent suivie, dans la zone sud, de Maréchal, nous voilà !, qui devient l'hymne officieux du régime de Vichy. Maréchal, nous voilà ! est régulièrement diffusée sur les ondes de Radio-Paris et de la Radio nationale. Elle est jouée dans l'ensemble des territoires de la France et de l'Empire ; c'est le cas en particulier dans la plupart des écoles mais aussi dans les chantiers de jeunesse, les casernes et les meetings de la Milice française.
Le refrain seul montre combien cette chanson participe largement du culte de la personnalité créé autour de Pétain dès 1940, :

« Maréchal, nous voilà ! / Devant toi le sauveur de la France / Nous jurons, nous tes gars / De servir et de suivre tes pas / Maréchal, nous voilà ! / Tu nous as redonné l’espérance / La Patrie renaîtra / Maréchal, Maréchal, nous voilà ! »

### Parodies
Le chant Maréchal, nous voilà ! étant un élément majeur de la propagande de Vichy, il a été l'objet d'un pamphlet contre Pétain, Maréchal vous voilà, et de parodies de la part de la Résistance comme Général, nous voilà ! ou Maréchal, les voilà ! de Julien Clément.
Lors de la mort de Jean-Marie Le Pen, Libération titre : « Maréchal, le voilà » (8 janvier 2025).

## Documentaire
- Maréchal, nous voilà ? – La propagande de Vichy (2008), de Jorge Amat et Denis Peschanski, 63 minutes, Compagnie des phares et balises[28],[29],[30].

## Dans la culture populaire

### Au cinéma
Sauf indication contraire, les informations mentionnées dans cette section peuvent être confirmées par le générique de fin de l'œuvre audiovisuelle présentée ici, ainsi que par la base de données cinématographiques IMDb,  présente dans la section « Liens externes ».
- 2004 : Les Choristes de Christophe Barratier – bande originale.
- 2010 : La rafle de Roselyne Bosch – bande originale.
- 2011 : La Guerre des boutons de Yann Samuell – bande originale.
- 2011 : La Nouvelle Guerre des boutons de Christophe Barratier – bande originale.
- 2016 : Le Voyage de Fanny de Lola Doillon – bande originale.

### Littérature
Dans le roman Le Traître, de Pierre Cormon, la chanson passe régulièrement dans un restaurant du Caire, en 2002.

### Bande dessinée
- Maréchal, nous voilà de Laurent Rullier (scénario) et Hervé Duphot (dessin et couleur) ; tome II de la série Les combattants, Paris, Delcourt, 2012  (ISBN 978-2-7560-2705-0).

### Télévision
- 1991 : Les Chansons rétros, sketch filmé des Inconnus, parodie.